# Tiril Sjåstad Christiansen
Tiril Sjåstad Christiansen (Geilo, 7 de abril de 1995) es una deportista noruega que compite en esquí acrobático, especialista en las pruebas de big air y slopestyle. Consiguió cinco medallas en los X Games de Invierno.

## Medallero internacional
| \| X Games de Invierno \| X Games de Invierno \| X Games de Invierno \| X Games de Invierno \| \| Año \| Lugar \| Medalla \| Prueba \| \| ------------------- \| ---------------------- \| ------------------- \| ------------------- \| \| 2013 \| Aspen (Estados Unidos) \| Medalla de oro \| Slopestyle \| \| 2013 \| Tignes (Francia) \| Medalla de plata \| Slopestyle \| \| 2016 \| Aspen (Estados Unidos) \| Medalla de plata \| Slopestyle \| \| 2016 \| Oslo (Noruega) \| Medalla de oro \| Big air \| \| 2018 \| Bærum (Noruega) \| Medalla de bronce \| Big air \| |                        |                   |            |
| X Games de Invierno |                        |                   |            |
| Año | Lugar                  | Medalla           | Prueba     |
| 2013 | Aspen (Estados Unidos) | Medalla de oro    | Slopestyle |
| 2013 | Tignes (Francia)       | Medalla de plata  | Slopestyle |
| 2016 | Aspen (Estados Unidos) | Medalla de plata  | Slopestyle |
| 2016 | Oslo (Noruega)         | Medalla de oro    | Big air    |
| 2018 | Bærum (Noruega)        | Medalla de bronce | Big air    |